# Anang (langue)
Pour les articles homonymes, voir Anang.
L'anang (ou annang ou anaang) est une langue bénoué-congolaise parlée par le peuple Anang dans le sud-est du Nigeria.

## Écriture
| a | b | ch | d | e | f | g | gh | gw | h | i | j | k | kp | kw | l | m | n | ñ | o | ö | p | q | r | s | u | ü | w | y |

## Référence
1. ↑  Ethnologue [anw].
2. ↑  Owulette 2019, p. vii.